# Mimosa setifera
Mimosa setifera är en ärtväxtart som beskrevs av Pilg.. Mimosa setifera ingår i släktet mimosor, och familjen ärtväxter. Inga underarter finns listade i Catalogue of Life.